# Guillermo Mordillo

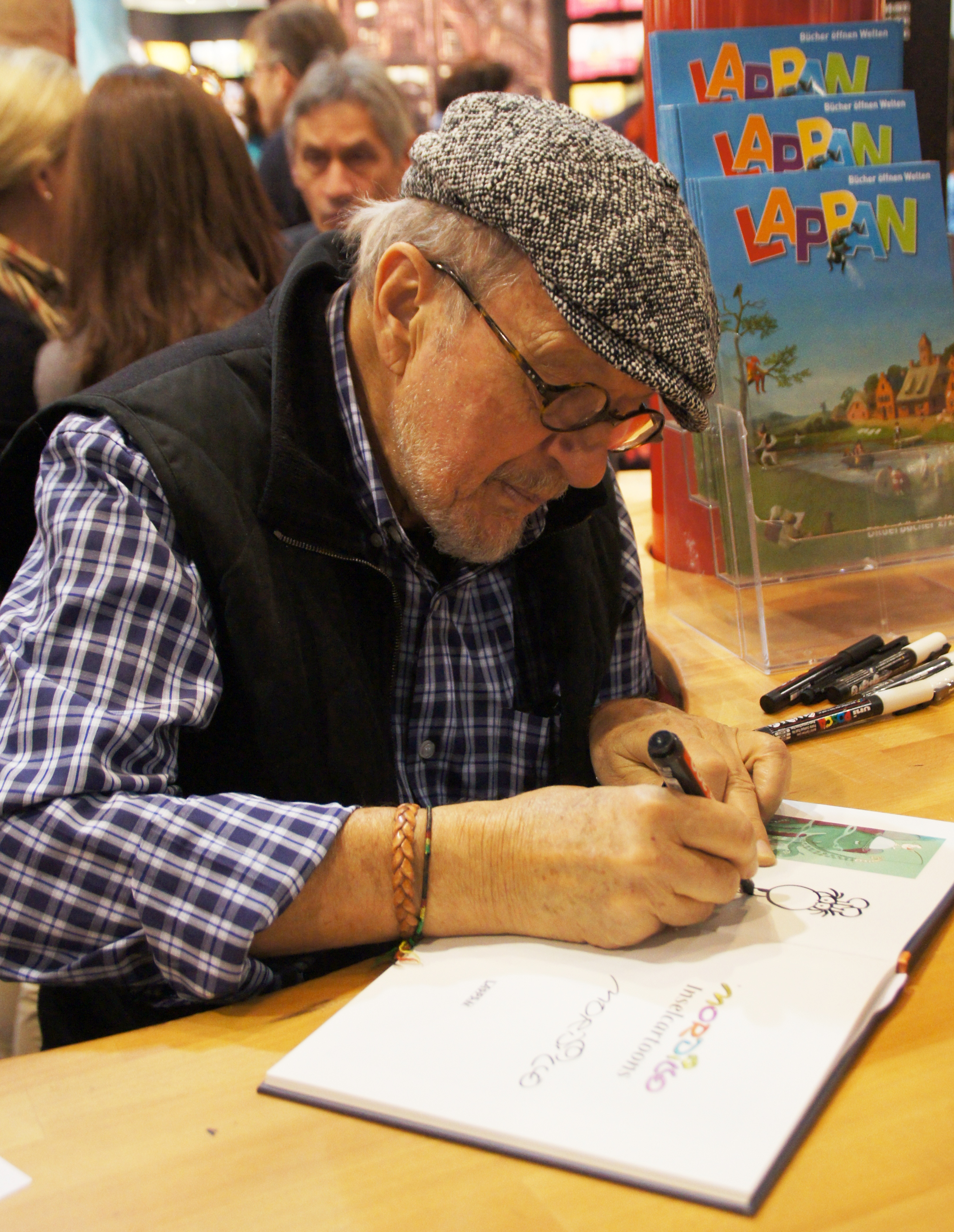
Mordillo, 2012

Guillermo Mordillo (n. 4 august 1932, Buenos Aires, Argentina – d. 29 iunie 2019, Palma Nova⁠(d), Insulele Baleare⁠(d), Spania), cunoscut mai bine sub numele simplu Mordillo, a fost un caricaturist argentinian, celebru în perioada anilor ’70. Este faimos pentru stilul amuzant, colorat, fără dialoguri, al desenelor sale, care se referă în general la dragoste, sport (fotbal și golf în special) și animalele sale cu gâturi lungi. În România este cunoscut datorită desenelor apărute în revista Pif.